# 我愛黒渋会
『我愛黒渋会』（ウオアイヘイスーフイ）は台湾Channel Vで放送されていたバラエティ番組。

## 概要
- Channel Vは、「衛視」ことStar TV傘下の音楽および娯楽専門チャンネル。制作総監はAndyであり、番組内にもしばしば登場する。
- 月曜日から木曜日まで夜10時から1時間の放送。そのほか再放送の枠がある。（ちなみに、次番組である11時からは姉妹番組と言える「模范棒棒堂」。）
- 2005年8月1日から放送開始し、4年後の2009年10月08日に終了。翌週の12日から「模范棒棒堂」と統合した「我愛黒渋棒棒堂」が放送されている。
- 司会は陳建州。呼称は「老大」lǎodà。
- アシスタントは、毎回異なるが、大牙や小香（中国語版）、容嘉などChannel VのVJが担当することが多い。番組内での呼称は「助教」zhùjiào。
- そのほか、20名程度の十代後半から二十歳程度の女性が出演する。彼女らは「美眉」měiméi と呼ばれ、番組の全ては美眉らによる才芸やトークを主題とする。中でも前途有望な9人については黒渋会美眉として正式に芸能界デビューさせた。
- 番組は、学校の一個学級を模した形式。そのため司会やゲストは教師（老師 lǎoshī）とかティーチング・アシスタント（助教 zhùjiào）などと呼ばれるほか、美眉は制服を着用する。番組開始時は、起立・敬礼をし学級委員長（班長）により「上課了，歡迎我們的老師黑人（陳建州）、助教大牙！」（一例）と喚呼されるとともに、番組終了時にも「謝謝老師！」と起立・敬礼する。
- 「淘汰賽」と呼ばれる、美眉をふるいにかける企画が行われることがある。上位入賞3回で参加を免除される。

## メンバー
- 教師：陳建州（黒人）

通称「黒人」。元プロバスケットボール選手であり、スター選手として名を馳せたが、故障により現役を引退。現在も台湾ビール・バスケットボールチームのマネージメントを務めながらも、バスケットボール選手時代の知名度を活かして番組司会者業に転業した。外省人(籍貫が広東梅県の客家人)。父親は中華航空のチーフパーサーであったが、陳建州17歳時の名古屋空港での中華航空140便墜落事故で父親を亡くした。兄は台湾空軍の戦闘機パイロット。妻は、シンガーソングライターであり「模范棒棒堂」の「堂主」（司会）でもあるファンファンこと范瑋琪。
- 助教：大牙、容嘉、小香

### 黒Girl (旧称 黒渋会美眉) メンバー
| - 大牙 - 鬼鬼 - 丫頭 | - 小薰 - 小蠻 - 小婕 | - MeiMei - Apple - 彤彤（中退した） |

### アクティブメンバー
| - 洪詩 - 瑤瑤 - 祐祐 - 玉兔 - 勇兔 - 蚊子 | - 糖果 - Taco - Hannah - 甜児 - 冰冰 - 蓓蓓 |

## 番組内容
- 週に5本の番組を制作しているため、様々な企画により製作されている。
- 前述のように学校を模した形式のため、内容により企画タイトルに「音楽課」「体育課」「演技課」「恋愛課」などの括りが付けられる。どれにも属さない場合には「特別企画」となる。
- ゲスト（特別講師と称される）が招かれる場合はそのゲストに沿った企画（カラオケ大会、模倣大会[ものまね大会]など）が行われる。ゲストにはChannel Vが音楽専門チャンネルである関係により歌手やアーティスト、陳建州のコネクションからスポーツ選手が招かれることが多い。

## 番組企画
- 美眉愛演技
- 美眉偵査庭
- 美眉大突撃
- 整人大作戦
- 美眉淘汰賽

## トリビア
- 2006年の第一四半期に、番組セット・音楽などが代わっている。
- 制服も何度か変更されている。1代目は白のブラウスに黒のリボンタイ、赤と黒のチェックのラップ風スカート。2代目は白のブラウスに黒のリボンタイ、白と黒のチェックのラップ風スカート。3代目は白のブラウスに黒のリボンタイ、赤系のマドラスチェックの吊りスカート。必ず胸に名札を付ける。スカート丈は短めで、ハプニングもしばしば発生するが、必ず編集にて「顔を赤らめる男の子のイラスト」により隠される。
- 学級委員長: 初代、大牙。大牙がデビューし美眉から司会アシスタントになったため、選挙が行われた。候補者は、MeiMei, Vanessa, 蔓蔓, 丫頭の四名。その結果、一位 Vanessa, 二位 MeiMeiとなり、Vanessaを第二代学級委員長に、MeiMeiを副委員長に選出した。その後、Vicky, Suan, Vanessa の三姉妹が番組出演を辞めたため、MeiMeiが第三代学級委員長に自動昇格した。
- 2006年12月に台湾コンサートのため、台湾を訪れていた松浦亜弥がゲスト出演している。